# Операција Бадр (1973)
Операција Бадр из 1973. године је прелазак Суецког канала и Бар-Лев линије од стране египатске војске, на почетку Јомкипурског рата. Са друге стране, Израелци користе исти термин за противнапад под командом Аријела Шарона касније током истог рата.